# Fred Martin
Fred George Martin (Carnoustie, 13 maggio 1929 – 21 agosto 2013) è stato un calciatore scozzese, di ruolo portiere.

## Carriera
Ha giocato per tutta la sua carriera professionistica con un unico club, l'Aberdeen.
Con la Nazionale scozzese ha preso parte al primo campionato mondiale disputato dagli scozzesi, nel 1954. Inizia la sua carriera giovanile nel Carnoustie Panmure per poi trasferirsi nell'Aberdeen con cui debutta in una sconfitta per 3-1 contro l'East Fife Football Club nel 1949-1950.In seguito divenne uno dei pilastri della squadra aiutandola a vincere il primo titolo nazionale nel 1954-1955 e nel 1955-1956 la Scottish League Cup. Negli ultimi anni della sua carriera subì gravi infortuni che lo tennero fuori dai campi per molto tempo e così decise di ritirarsi alla fine della stagione 1959-1960.

## Palmarès

### Club

#### Competizioni nazionali
- Campionato scozzese: 1

Aberdeen. 1954-1955
- Coppa di Scozia: 1

Aberdeen: 1946-1947
- Coppa di Lega scozzese: 1

Aberdeen: 1955-1956